# Nowa kwarkowa
Nowa kwarkowa – hipotetyczny typ supernowej, powstający w wyniku kolapsu gwiazdy neutronowej do gwiazdy kwarkowej poprzez proces „zmiany kolorów” (quark deconfinement). Wnętrze powstałej w ten sposób gwiazdy składałoby się z materii kwarkowej. Hipotetyczny kolaps tego typu uwalniałby olbrzymi ładunek energii, szacowany na 1047J. Nowe kwarkowe mogą być odpowiedzialne za niektóre z odkrywanych rozbłysków gamma; w czasie ich eksplozji mogą być także wytwarzane ciężkie pierwiastki, takie jak platyna w ramach procesu r.
Najlepszymi kandydatami na nowe kwarkowe są szybko wirujące gwiazdy neutronowe o masie pomiędzy 1,5 a 1,8 M☉ (około 1% wszystkich gwiazd neutronowych). Według niektórych szacunków w obserwowalnym Wszechświecie może dochodzić do dwóch eksplozji tego typu dziennie. Istnieje bardzo niewiele danych obserwacyjnych wskazujących na istnienie nowych kwarkowych; kandydatami na eksplozje tego typu są supernowe SN 2006gy, SN 2005gj i SN 2005ap.